# Nelson Agresta
Nelson Agresta (2 agosto 1955) è un ex calciatore uruguaiano, di ruolo centrocampista.

## Carriera

### Club
Ha giocato nella massima serie dei campionati uruguaiano e argentino.

### Nazionale
Con la Nazionale uruguaiana ha preso parte alla Copa América 1979 e all'edizione 1983, vincendo quest'ultima.

## Palmarès

### Club
- Campionato uruguaiano: 1

Nacional: 1980

### Nazionale
- Campeonato Sudamericano de Football: 1

Copa América 1983